# J'accuse cette femme
Pour plus de détails, voir Fiche technique et Distribution.
J'accuse cette femme (titre original : Mr. District Attorney) est un film américain réalisé par Robert B. Sinclair, sorti en 1947.

## Synopsis
Un procureur adjoint décide de défendre une femme accusée d'avoir déjà ôté la vie à deux hommes...

## Fiche technique
- Titre original : Mr. District Attorney
- Titre français : J'accuse cette femme
- Réalisation : Robert B. Sinclair
- Scénario : Ian McLellan Hunter, Sidney Marshall, Phillips Lord et Ben Markson
- Photographie : Bert Glennon et Henry Freulich
- Montage : William A. Lyon
- Musique : Herschel Burke Gilbert
- Société de production : Columbia Pictures
- Pays d'origine : États-Unis
- Format : Noir et blanc - 1,37:1 - Mono
- Genre : drame
- Date de sortie : 1947

## Distribution
- Dennis O'Keefe : Steve Bennett
- Adolphe Menjou : Craig Warren
- Marguerite Chapman : Marcia Manning
- Michael O'Shea : Harrington
- George Coulouris : James Randolph
- Jeff Donnell : Mlle Miller
- Steven Geray : Berotti
- Ralph Morgan : Ed Jamison
- John Kellogg : Franzen

Acteurs non crédités
- Gino Corrado : Maître d'hôtel
- Franklyn Farnum : un invité
- Ralf Harolde : M. Marsden
- Holmes Herbert : Gallentyne
- Esther Howard : Figurante
- Carl M. Leviness : Directeur
- Frank O'Connor : Serveur
- Frank Reicher : Peter Lantz
- Arthur Space : un invité
- Charles Trowbridge : Longfield
- Emmett Vogan : Avocat Harper
- Blackie Whiteford : Mug
- Frank Wilcox : Avocat de la défense